# Nubank
Nubank é uma empresa startup brasileira pioneira no segmento de serviços financeiros, atuando como operadora de cartões de crédito e fintech com operações no Brasil, sediada em São Paulo e fundada em 6 de maio de 2013 por David Vélez, Cristina Junqueira e Edward Wible. Trata-se de uma instituição financeira e de pagamento, não sendo integrante do Sistema Financeiro Nacional (SFN), porém, é regulada e fiscalizada pelo Banco Central do Brasil. Em 2018, atingiu o status de startup unicórnio ao atingir avaliação de preço de mercado no valor de 1 bilhão de dólares, sendo a terceira empresa brasileira com esta marca até então.
Entre seus investidores, estão Sequoia Capital, Kaszek Ventures, Tiger Global Management, Founders Fund, Goldman Sachs, QED Investors, DST Global, Redpoint Ventures, Ribbit Capital, Dragoneer Investment Group, Thrive Capital, Tencent e Warren Buffett (Berkshire Hathaway).
Em 2023, tornou-se a terceira maior instituição financeira brasileira em número de clientes, ultrapassando tradicionais instituições, como o Banco do Brasil e Itaú Unibanco. É o maior banco fintech da América Latina, e o maior banco digital em número de clientes fora da Ásia, com mais de 110 milhões de clientes alcançados em 2024: 100 milhões no Brasil, 10 milhões no México e 2 milhões na Colômbia, além de uma receita de US$ 1,69 bilhão.

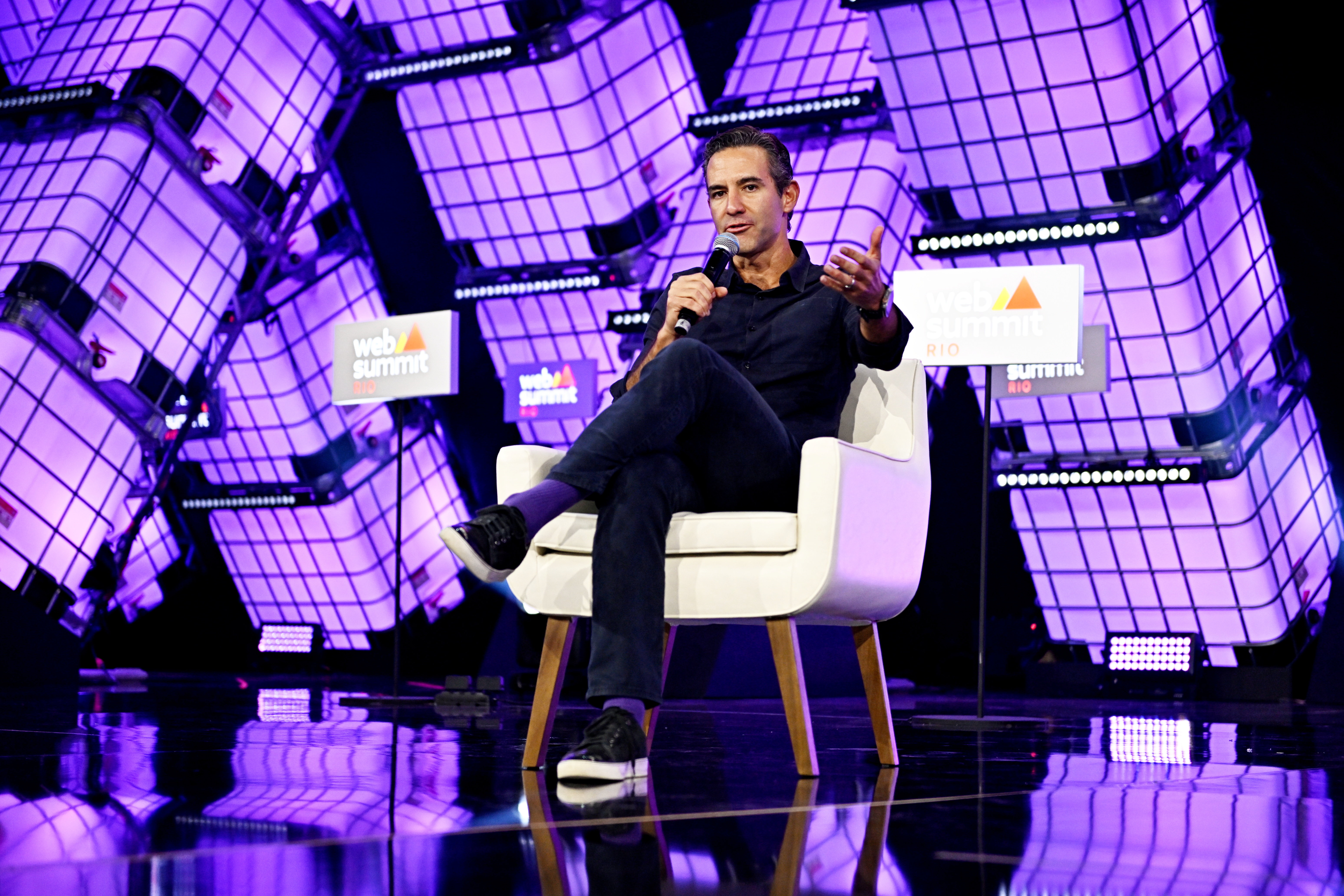
David Vélez, um dos fundadores do Nubank, discursando no Web Summit Rio 2023

## História

Primeiro logo do Nubank usado até 2021

O Nubank foi fundado por David Vélez, um colombiano radicado nos Estados Unidos que, em outubro de 2012, dirigiu-se à cidade de São Paulo para tentar abrir um escritório do fundo Sequoia, mas não obteve êxito. Frustrado com sua experiência nos bancos no país, decidiu, em maio de 2013, com a brasileira Cristina Junqueira e o estadunidense Edward Wible, fundar uma startup que ofereceria serviços bancários sem qualquer tarifa. O escritório era uma pequena casa localizada no bairro Brooklin em São Paulo. Depois de um ano, precisaram de um lugar maior para abrigar seus 300 funcionários.
Em 2014, começou a receber aporte de fundos de investimento internacionais. Ainda em 2014, lançou o seu primeiro produto, um cartão de crédito internacional sem anuidade e completamente gerenciado por meio de um aplicativo. A primeira compra realizada com um cartão Nubank ocorreu em 1º de abril de 2014.
Em novembro de 2016, possibilitou aos usuários o pagamento antecipado de compras parceladas, gerando um desconto pra quem utilizasse essa modalidade. A função – disponibilizada inicialmente aos usuários do sistema Android – foi a primeira a existir entre os cartões de crédito brasileiros. Constatou-se, em 2019, uma economia de R$ 20 milhões para os clientes que adotaram essa forma de pagamento desde a sua adoção.
Em 2017, lançou seu programa de benefícios, o Nubank Rewards, e a anteriormente denominada NuConta, agora chamada conta digital do Nubank.
Em fevereiro de 2018, tornou-se uma empresa unicórnio. Em outubro, foi avaliada em 4 bilhões de dólares, após a Tencent adquirir 5% da participação na empresa. Em dezembro, o Nubank iniciou, de maneira progressiva, a funcionalidade débito em seus cartões.
Em 2019, passou a oferecer empréstimos para alguns clientes e lançou a comunidade online NuCommunity, uma plataforma de discussão entre clientes e não clientes que oferta exclusividades aos membros mais engajados. No mesmo ano, após o lançamento do novo design do seu cartão, a empresa entrou para o Guinness Book ao fazer o maior unboxing do mundo. Em maio, a empresa anunciou sua chegada ao México através de uma nova filial chamada Nu, sendo a primeira vez a oferecer serviços fora do Brasil. Em junho, a empresa anunciou a abertura de um escritório em Buenos Aires, na Argentina.
Em janeiro de 2020, fez sua primeira aquisição, com a compra da PlataformTec, empresa especializada em engenharia de software e metodologias ágeis. Em setembro, adquiriu a corretora Easynvest, posteriormente renomeada para Nu Invest, junto da consultoria americana Cognitect. Em novembro, a empresa anunciou a aquisição da startup Olivia, que oferece ferramentas de controle financeiro com foco em inteligência artificial. Com a aquisição, o Nubank informou a intenção de integrar os serviços oferecidos pela startup aos seus produtos.
Em novembro de 2020, o Nubank anunciou que a empresa iniciaria operações na Colômbia. Em abril de 2021, Edward Wible, que foi CTO da empresa por 8 anos, deixou seu cargo "para contribuir de forma mais direta para a construção dos sistemas e infraestrutura da empresa" como Diretor de Plataformas Tecnológicas.
Em julho de 2021, lançou seu novo cartão, chamado de "Ultravioleta," com uma mensalidade de 49 reais, acompanhado da bandeira Mastercard Black. Foi pensado diretamente para o público de alta renda. O nome "Ultravioleta" se deve a uma mensagem no cartão que só é revelada por uma luz ultravioleta. O cartão foi lançado em um evento com a cantora Anitta, que integra o conselho de administração do banco.
O banco concluiu um IPO em dezembro de 2021. Após o IPO, a cofundadora do Nubank, Cristina Junqueira, tornou-se a segunda mulher no Brasil a alcançar o status de bilionária autodidata, pois ela detinha 2,9% das ações da empresa (1,3 bilhão de dólares). Antes e depois do IPO, a Berkshire Hathaway investiu um total de 1 bilhão de dólares em ações do Nubank.
Em 2022, a empresa anunciou um lucro líquido ajustado de US$ 6,6 milhões, marcando o primeiro lucro anual de sua história. Esse valor reverteu o prejuízo de US$ 26,8 milhões obtido em 2020.
Em fevereiro de 2022, o banco foi considerado o mais valioso da América Latina. Em março, apresentou o NuPay como solução de pagamentos de compras por débito e crédito utilizando o aparelho celular. A Forbes classificou o Nubank em primeiro lugar entre os quinze melhores bancos brasileiros.
Em maio de 2022, o Nubank chegou à Bolsa de Valores da Colômbia.
Em setembro de 2022, o banco emitiu um comunicado anunciando sua decisão de cancelar o registro de companhia aberta na bolsa de valores brasileira e manter apenas a listagem na Bolsa de Nova York. Além disso, a empresa informou que continuaria a comercializar BDRs de nível 1 na bolsa brasileira, um tipo de ativo destinado a investidores com mais de 1 milhão de reais investidos. Os investidores teriam a opção de escolher entre vender seus BDRs ou trocá-los por novos BDRs ou ações na Bolsa de Nova York. A justificativa para essa decisão foi que, ao manter uma dupla listagem no momento da abertura de capital, isso resultava em uma maior complexidade regulatória.
Em julho de 2023, com 80 milhões de clientes ultrapassou o Banco do Brasil e se tornou o 4° maior banco do Brasil em número de clientes, ao total o banco tem 85 milhões de clientes contando com suas subsidiárias internacionais.
Em outubro de 2023, foi anunciado que o banco utilizaria inteligência artificial generativa para oferecer créditos aos clientes. Foi anunciado que a IA funcionaria como uma assistente virtual que também daria dicas de como usar o cartão de crédito. Ela foi desenvolvida utilizando o ChatGPT-4 da OpenAI e outros sistemas de inteligência do banco.
Também em outubro de 2023, o banco anunciou que solicitou, por meio de sua subsidiária Nu México, licença para atuar como banco no México, com o objetivo de aumentar seu portfólio no país. Também iniciou a oferta gradual de empréstimos consignados para aposentados e pensionistas do INSS.
No final de 2023, três meses depois de anunciar que tinha alcançado 80 milhões de clientes no Brasil, o banco chegou a 85 milhões de clientes no país. Ao todo, o banco tem 90 milhões de clientes contando com suas unidades no México e na Colômbia.
Em 2023, o lucro líquido do banco foi de US$ 1,196 bilhão, representando um aumento de 486% em relação ao lucro do ano anterior e revertendo o prejuízo de US$ 9,1 milhões de 2022.
Em outubro de 2024, o banco anunciou o lançamento da NuCel, um serviço de telefonia móvel para seus clientes. O serviço começou a ser disponibilizado para o público em geral em 2025.
Em novembro de 2024, a Bloomberg Línea anunciou que a Nu Holding, controladora do Nubank, estava considerando mudar sua sede das Ilhas Cayman para o Reino Unido, em uma estratégia que visava aproveitar o ambiente favorável às empresas de tecnologia no país e facilitar a expansão global do banco digital, que possivelmente poderia incluir os Estados Unidos. Em entrevista à Reuters em 2025, o CEO David Vélez disse estar avaliando a mudança de sede antes de uma possível expansão global.
Em janeiro de 2025, o Nubank fez um aporte de 900 milhões de reais no Tyme Group, banco digital que atua na África do Sul e nas Filipinas, tornando-se acionista minoritário da empresa.

## Investidores principais
O investimento inicial do Nubank se deu pelos seus três fundadores, David Vélez, Cristina Junqueira e Edward Wible. O primeiro investimento estrangeiro aconteceu em 2014, quando a empresa recebeu US$ 14,3 milhões levantados pela Sequoia Capital, com participação da Kaszek Ventures e do empresário Nicolas Berggruen. Nos primeiros dois anos de existência, a empresa levantou R$ 600 milhões.
Atualmente, a empresa já organizou 11 rodadas de investimentos, todas com grandes aportes de capital financeiro, na qual participaram grandes fundos de investimento de risco do mundo, como Sequoia Capital, Kaszek Ventures, Tiger Global Management, QED Investors, DST Global, Tencent, Absoluto Partners, Verde Asset, Sands Capital, Sunley House, entre os quais está a Berkshire Hathaway, do megainvestidor americano Warren Buffett, que investiu US$ 500 milhões.

## Expansão internacional

### Nu México
Em maio de 2019, o Nubank anunciou que se expandiria para o México por meio de sua subsidiária chamada "NU". A primeira operação aconteceu somente em março de 2020, quando o Nubank lançou seu cartão de crédito a partir de uma fila de espera de potenciais clientes. Em novembro de 2022, o Nubank anunciou a chegada da sua conta, apelidada de "Cuenta Nu", juntamente com seu cartão de débito, também com uma fila de espera. Nessa mesma época, foi anunciado um investimento de US$ 330 milhões na subsidiária mexicana. Desde fevereiro de 2020, seus escritórios estão localizados no edifício Masaryk Polanco, na Cidade do México. Em junho de 2023, o banco alcançou a marca de um milhão de contas em somente um mês.
O México é um dos focos de crescimento do Nubank, com o CEO David Vélez afirmando que "o México possui potencial para ser tão significativo para a empresa quanto o Brasil." O banco, que já possui uma ampla gama de serviços consolidados no Brasil, está replicando sua abordagem com mais segurança no México. Cristina Junqueira, cofundadora do Nubank, afirmou que todas as métricas no México são melhores do que no Brasil. Um dos argumentos sobre o potencial de disrupção no México é o sistema financeiro mexicano ultrapassado; segundo o neobanco, quase metade dos clientes atuais não possuíam cartão de crédito.
Em novembro de 2023, a unidade mexicana elevou o rendimento de sua conta para 15% até abril de 2024; uma semana depois, a fintech Ualá também aumentou o rendimento para o mesmo percentual do Nubank, demonstrando uma competição em um mercado no qual menos da metade da população possui conta bancária.
Em março de 2024, a filial mexicana do neobanco firmou parceria com a rede de supermercados Soriana, permitindo que os clientes façam depósitos em todas as lojas da rede. Em 2025, fez uma parceria com a Oxxo, permitindo saques em todas as 22 mil unidades da rede.
No começo de 2025, o Nu México chegou a marca de10 milhões de clientes no pais.

### Nu Colômbia
Em julho de 2022, o Nubank entrou com um pedido para criar uma financeira na Colômbia. O pedido foi aceito em agosto de 2022. Em maio de 2023, o Nubank captou US$ 150 milhões para expandir suas operações na Colômbia, em parceria com o IFC (International Finance Corporation). Em 2023, o banco já possuía 635 mil clientes na Colômbia. Até esse momento, a operação no país conta somente com cartões de crédito, e está previsto o lançamento do cartão de débito em 2023. Há também planos de investimentos planejados para os próximos dois anos, no valor de US$ 450 milhões. Em outubro de 2023, anunciou que solicitou licença para atuar como banco no México, com o objetivo de aumentar seu portfólio de produtos no país.
Em janeiro de 2024, a subsidiária colombiana do banco recebeu autorização da Superintendência Financeira da Colômbia para operar como empresa financeira no país, abrindo caminho para a startup oferecer serviços mais variados na Colômbia.

### Outros mercados
Logo depois de abrir seus escritórios no México, o Nubank abriu seus escritórios em Buenos Aires, Argentina, em junho de 2019. Inicialmente, foi estabelecido como um hub tecnológico com programadores, engenheiros de software e outros profissionais para analisar o mercado local e definir estratégias. Em março de 2020, a empresa instalou seus escritórios em um andar inteiro do Libertador Business Center. No entanto, pouco tempo depois, fechou os escritórios devido à crise econômica, mas não descarta um retorno da fintech ao país.

## Nubank Rewards
Em março de 2016, o Nubank anunciou que estava preparando um programa de pontos próprio. O Nubank Rewards consiste num programa de benefícios do cartão Nubank. Com ele, cada R$ 1 gasto equivale a 1 ponto acumulado. Os pontos nunca expiravam e podiam ser usados para eliminar da fatura gastos com restaurantes, passagens aéreas, hospedagem e também contava com uma série de serviços parceiros.
O programa de pontos foi encerrado em julho de 2021.

## Nucoin
Em março de 2023, o Nubank lançou sua moeda digital chamada "Nucoin", que faz parte do programa de recompensas do banco, oferecendo descontos e promoções aos clientes. A moeda digital Nucoin possui sete níveis e é projetada para funcionar como um jogo, onde os usuários evoluem à medida que ganham mais moedas. Somente a partir do nível 2, com 50 Nucoins "congelados", o sistema de pontos é ativado, no qual cada R$ 1 gasto equivale a 0,01 Nucoin. A cada nível, a quantidade de Nucoins arrecadados aumenta.
A moeda foi encerrada em setembro de 2024.

## Serviços
O Nubank oferece uma conta de pagamento e um cartão de débito Mastercard para todos os seus clientes. Os clientes também podem solicitar produtos de crédito e investimentos. O banco também oferece uma conta premium com cartão de crédito, chamada "Ultravioleta," que oferece recursos adicionais mediante o pagamento de uma taxa mensal, e uma conta PJ para empresas e negócios.
O processo de abertura de uma conta no Nubank é concluído com uma verificação facial por meio de foto/vídeo.

### Disponibilidade
O Nubank oferece seus produtos em três países: Brasil, onde tem seu mercado principal, México e Colômbia. No México, os clientes podem solicitar a conta de pagamento e o cartão de crédito, enquanto na Colômbia, atualmente, apenas o cartão de crédito está disponível.

### Pagamentos móveis
Os clientes do Nubank em todos os seus mercados podem usar seus smartphones para fazer compras em lojas. O Nubank também oferece suporte ao Google Pay e ao Apple Pay em todos os seus mercados. O Nubank conta com o NuPay, um serviço que redireciona o cliente de um site ou aplicativo de comércio eletrônico e permite o pagamento direto pelo aplicativo via débito ou crédito sem precisar inserir os dados do cartão.

### Taxas
O Nubank oferece uma conta básica sem taxa mensal e não cobra taxas por transações bancárias básicas, como o Pix. O pagamento em moeda estrangeira foi lançado em 2021 em uma parceria com a empresa Remessa Online, tem uma taxa administrativa de 1,54% do valor da transação, acrescida de uma tarifa externa de R$ 5,90, que pode ser zerada dependendo do valor da transação. No Brasil, os saques em caixas eletrônicos podem ser realizados na rede Banco 24Horas/Tecban ou na rede Saque e Pague, com uma taxa de R$ 6,50 por transação, e, dependendo da rede, o cliente pode estar sujeito a uma taxa adicional.

### Segurança
Os clientes podem bloquear seus cartões a qualquer momento no aplicativo do Nubank. Eles também podem modificar os limites diários de saque e pagamento. A conta também é protegida pelo FGC, que cobre até 250 mil reais por pessoa caso a instituição enfrente algum problema financeiro. Também é disponibilizado acesso a um chat 24 horas no aplicativo, um canal de denúncias e um portal em caso de roubo. Os clientes também podem ativar o "Modo Rua," que limita o limite de transferências e permite escolher redes Wi-Fi confiáveis. O Nubank também iniciou uma iniciativa de combate à fraude, comprando URLs que poderiam ser usadas de forma maliciosa por criminosos e redirecionando-as para o site oficial, e disponibilizou um serviço chamado "Alo Protegido", onde qualquer ligação golpista se passando como central de atendimento do Nubank é bloqueada.

### Críticas ao programa Nucoin
Em abril de 2025, a Nubank passou a enfrentar críticas relacionadas à transparência e estrutura do programa Nucoin, seu sistema de recompensas anunciado como baseado em blockchain. Uma investigação publicada pelo BeInCrypto Brasil apontou que, apesar da narrativa pública, a Nucoin não operava em uma blockchain acessível ou verificável por terceiros, levantando questionamentos sobre sua real descentralização e funcionamento como ativo digital. A reportagem destacou que a ausência de registros públicos contradiz o modelo proposto e gerou desconfiança entre usuários e especialistas do setor.

### Transferências financeiras
As transferências podem ser feitas pelo Pix, o cliente pode salvar seus contatos e depois transferir sem precisar digitar a chave novamente. Também é oferecida a transferência via TED.

## Prêmios
| Ano  | Organização  | Recipiente(s)                    | Categoria            | Resultado |
| ---- | ------------ | -------------------------------- | -------------------- | --------- |
| 2020 | Prêmio iBest | Nubank                           | Fintech              | TOP3      |
| 2022 | Prêmio iBest | Nubank                           | Bancos Digitais      | Venceu    |
| 2022 | Prêmio iBest | Nubank                           | Fintech              | Venceu    |
| 2022 | Prêmio iBest | NuInvest                         | Corretoras Digitais  | TOP3      |
| 2022 | Prêmio iBest | David Vélez e Cristina Junqueira | Empreendedor Digital | Venceu    |
| 2023 | Prêmio iBest | NuInvest                         | Corretoras Digitais  | Venceu    |
| 2023 | Prêmio iBest | Nubank                           | Bancos Digitais      | Venceu    |